# Wróbel (Ermland-Mazurië)
Wróbel (Duits: Sperling) is een dorp in de Poolse woiwodschap Ermland-Mazurië, in het district Gołdap. De plaats maakt deel uit van de gemeente Banie Mazurskie en telt 200 inwoners.